# Watson Washburn
Watson "Watty" McLean Washburn, född 13 juni 1894, New York, New York, USA, död 2 december 1973, var en amerikansk högerhänt  tennisspelare. Washburn rankades bland USA:s 10 bästa tennisspelare vid flera tillfällen under perioden 1914-1922. Som bäst var han nummer 5 (1921). År 1913, under sin tid vid Harvard University vann han dubbeltiteln i Intercollegiate Championships. Han spelade 3 finaler i Grand Slam-turneringar, samtliga i dubbel.
Watson Washburn upptogs 1965 i International Tennis Hall of Fame.

## Tenniskarriären
Washburn nådde 1921 och 1923 tillsammans med R. Norris Williams dubbelfinalerna i Amerikanska mästerskapen. År 1921 mötte paret Bill Tilden/Vincent Richards som vann en mycket jämn 3-setsmatch som spelades över hela 53 game (13-11, 12-10, 6-1). År 1923 var finalmotståndarna Tilden och den sydafrikanske spelaren Brian Norton. Tilden/Norton vann med siffrorna 3-6, 6-3, 6-3, 5-7, 6-2. 
Sin sista Grand Slam-final spelade Washburn i Wimbledonmästerskapen 1924, även denna gång tillsammans med Williams. De mötte i finalen Francis Hunter/Vincent Richards som vann med setsiffrorna 6-3 3-6 8-10 8-6 6-3.  
Washburn fortsatte att spela tennis på hög nivå även in på 1940-talet. Han vann Amerikanska mästerskapen, åldersgrupp 45, 1940, och dessutom 3 gånger dubbeltiteln i samma mästerskap (1940, 1942 och 1944).
Washburn spelade en match i det amerikanska Davis Cup-laget i the Challenge Round 1921. Laget mötte då ett lag från Japan i Forest Hills. Tillsammans besegrade dubbelparet Washburn/Williams det japanska paret Zenzo Shimidzu/Ichiya Kumagae (6-2, 7-5, 4-6, 7-5) och säkrade därmed den amerikanska Cup-segern det året.

## Spelaren och personen
Watson Washburn studerade i sin ungdom på Harvard University. Han var under en period styrelsemedlem i det amerikanska tennisförbundet (ULSTA).
Bill Tilden beskrev i sin bok "the Art of Lawn Tennis" Washburn som en lugn spelare som placerade serven väl och som var utrustad med grundslag slagna med en handledssnärt som gav bollarna underskruv. Enligt Tilden var Washburn "bakom sina stora runda glasögon" en god tennisspelare med strategisk blick för spelet.